# Jan Dismas Zelenka

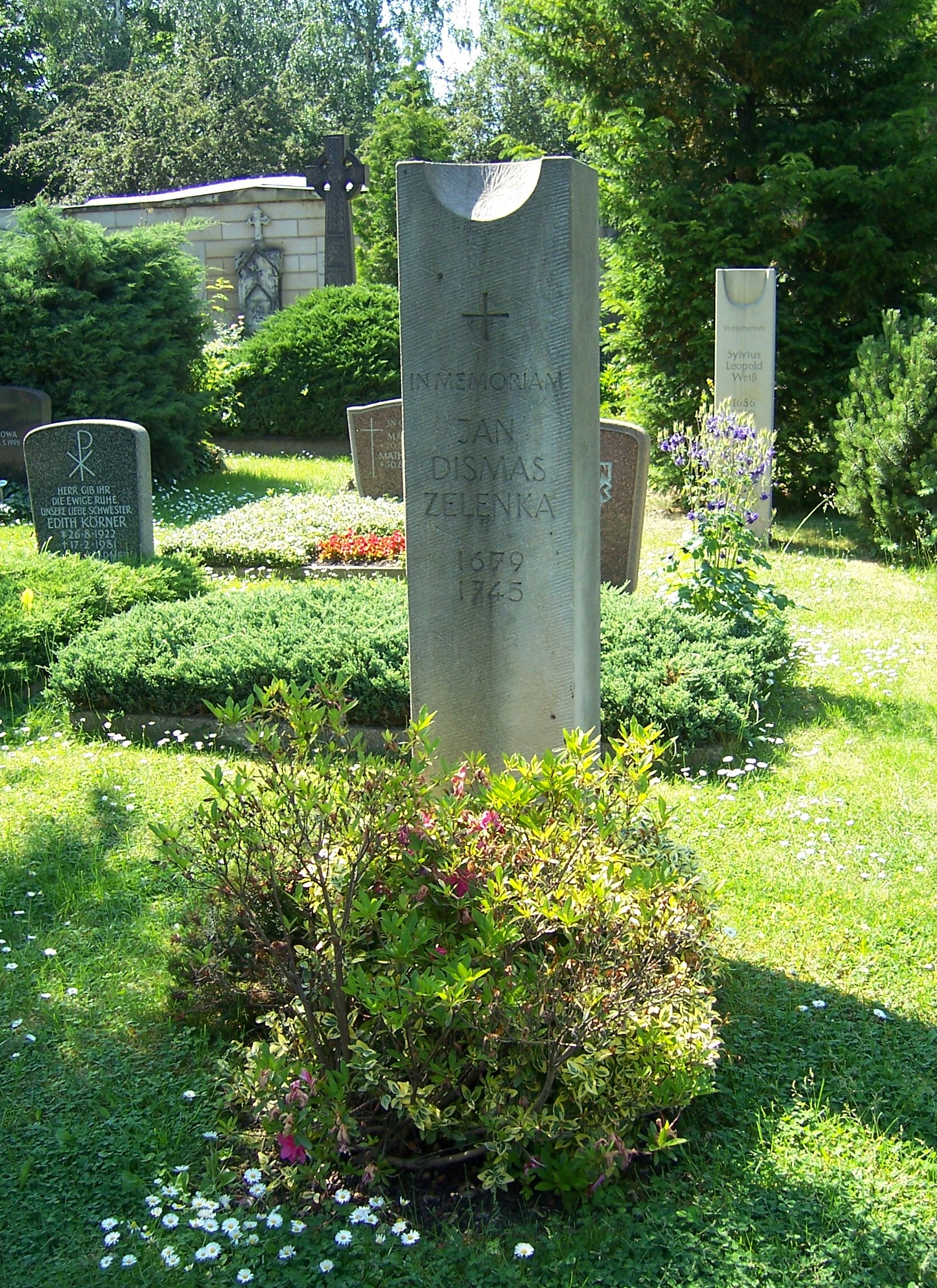
Tumba de Jan Dismas Zelenka

Jan Dismas Zelenka (Louňovice pod Blaníkem, Bohemia, 16 de octubre de 1679 - Dresde, Electorado de Sajonia, 23 de diciembre de 1745) fue un  compositor barroco checo.

## Su vida
Jan Dismas Zelenka nació el 16 de octubre de 1679 en Louňovice pod Blaníkem, un pequeño pueblo al suroeste de Praga (actualmente República Checa). Aunque no se conoce mucho de su infancia y juventud, probablemente su padre, quien era profesor y organista de la ciudad de Lunovice, fue quien lo introdujo en el mundo de la música. Se piensa que pudo haber recibido una educación musical en el colegio jesuita de Praga, llamado Clementinum.
En 1709 fue contrabajo de la capilla del Conde J.L. von Hartig en Praga y en 1710 de la Capilla Real Sajona de Dresde. De 1715 a 1719 estudió con Johann Joseph Fux en Viena y con Antonio Lotti y Alessandro Scarlatti en Italia. En 1719 fijó su residencia definitiva en Dresde, donde fue nombrado en 1721 vicemaestro de capilla en la corte de Augusto II de Polonia, convirtiéndose en ayudante del compositor Johann David Heinichen. En 1729, fue nombrado director de música de la Iglesia. Permaneció en esta ciudad hasta su muerte, en 1745.

## Su obra
Jan Dismas Zelenka compuso música instrumental y vocal, aunque la mayor parte de su obra está dedicada a la música religiosa. Su música es poco convencional y de gran originalidad. A pesar de ello y debido a que Zelenka era considerado un compositor demasiado conservador en su tiempo (al igual que Johann Sebastian Bach), la mayor parte de su obra quedó en el olvido después de su muerte, y no fue sino hasta finales del siglo XX cuando algunas de sus obras volvieron a interpretarse.
La mayor parte de su música religiosa fue escrita para la corte de Dresde, que se había convertido al catolicismo por cuestiones políticas. En esta, Zelenka une las técnicas de composición arcaicas, basadas sobre todo en un contrapunto muy estricto, con los elementos más modernos de su época, logrando así obras de gran expresividad. Se conocen de él cerca de 20 misas, fragmentos de misa, responsorios, 4 Requiems, 2 Magnificats, uno de ellos en re mayor, que Johann Sebastian Bach hizo copiar para su hijo Wilhelm Friedemann, numerosos salmos, responsorios a capela, elogiados por Telemann, y 3 oratorios: Gesù al Calvario, Il Serpente de bronzo e I penitente al Sepolcro.
El número de composiciones vocales profanas es muy reducido. Entre éstas destaca la ópera latina Sub olea pacis et palma virtutis. 
En su música instrumental introduce Zelenka elementos de la música popular checa. Entre sus obras instrumentales se encuentran: 6 sonatas de cámara, 5 capriccios para orquesta, una sinfonía, una suite-obertura, una obertura de programa, Hipochondria, y un concierto para orquesta en sol mayor.
Zelenka se muestra próximo a los grandes maestros del Barroco tardío. Su originalidad en la invención de temas, en las progresiones armónicas, en el uso constante de cromatismo y en la búsqueda de nuevas sonoridades, al igual que su escritura de gran virtuosismo, son muy apreciadas actualmente y lo acercan notablemente a Johann Sebastian Bach, quien lo consideraba un excelente compositor.
La música de Zelenka se encuentra registrada y ordenada temáticamente en el catálogo Zelenka-Werke-Verzeichnis (ZWV) de Wolfgang Reich.

## Catálogo de sus obras
- Wolfgang Reich: Jan Dismas Zelenka – Thematisch-systematisches Verzeichnis der musikalischen Werke (ZWV). Sächsische Landesbibliothek, Dresde 1985 (= Studien und Materialien zur Musikgeschichte Dresdens, Vol. 6).

## Multimedia
- Versión completa del Requiem de Zelenka